# 耶洛派恩 (愛達荷州)
耶洛派恩（英語：Yellow Pine）是一個位於美國愛達荷州瓦利縣的城市。

## 地理
耶洛派恩的座標為44°57′54″N 115°29′37″W / 44.96500°N 115.49361°W，而該地的平均海拔高度為1452米（即4764英尺）。

## 人口
根據2010年美國人口普查的數據，耶洛派恩的面積為2.58平方千米，當中陸地面積為2.55平方千米，而水域面積為0.03平方千米。當地共有人口75人，而人口密度為每平方千米29.07人。